# Південноазійський ібіс
Південноазійський і́біс (Pseudibis) — рід пеліканоподібних птахів родини ібісових (Threskiornithidae). Містить два види.

## Поширення
Рід поширений в Південній та Південно-Східній Азії.

## Види
| Зображення | Наукова назва       | Українська назва | Поширення            |
| ---------- | ------------------- | ---------------- | -------------------- |
|            | Pseudibis papillosa | Ібіс індійський  | Індія, Пакистан      |
|            | Pseudibis davisoni  | Ібіс білоплечий  | Південно-Східна Азія |